# Nimfidià
Nimfidià (grec antic: Νυμφιδιανός, llatí: Nymphidianus) fou un filòsof neoplatònic grec nadiu d'Esmirna que visqué en temps de l'emperador Julià l'Apòstata. Era germà de Màxim i Claudià, amics de l'emperador, especialment el primer. Per recomanació de Màxim, Julià el va nomenar intèrpret i secretari grec, encara que segons sembla tenia més aptituds per les controvèrsies que per la diplomàcia, segons Eunapi. Va sobreviure al seu germà i va morir a una edat avançada.